# Hapū
Hapū är en underavdelning av iwi (stam) eller klan, i Maori. Medlemskap i Hapū bestäms av släktmässig härstamning. Varje Hapū består av flera Whānau (släkter). Ordet Hapū har den dubbla betydelsen gravid eller klan.